# マリオ・ピエリ
マリオ・ピエリ （伊: Mario Pieri、1860年6月22日 – 1913年3月1日
）は、イタリアの数学者。幾何学基礎論において活躍した。

## 経歴
イタリアのルッカにて、弁護士ペレグリーノ・ピエリ（Pellegrino Pieri）とエリメナ・ルポリーニ（Ermina Luporini）の間に生まれた。ボローニャ大学で高等数学を学び、サルヴァトーレ・ピンケルレの興味を引いた。奨学金を得て、ピサの高等師範学校に移った。1884年に学位を獲得して、ピサの工科中等学校に就職した。
トリノの士官学校で射影幾何学を教える機会を得たため、トリノに向かい、1888年までトリノ大学でも射影幾何学の助講師を務めた。1891年まで同大学で講師（libero docente）になり、選択科目を教えた。1900年までトリノで教職を務めた後、 シチリアのカターニア大学で員外教授職に就いた。
カール・フォン・シュタウトの Geometrie der Lage （1847）は、射影幾何学の教科書として非常に称賛された。 1889年、ピエリはこの作品を翻訳し Geometria di Posizione として出版した。この作品にはコルラド・セグレによるフォン・シュタウトの生い立ちと経歴の研究が含まれている。
ピエリはトリノにおいてジュゼッペ・ペアノの影響を受けた。ピエリはペアノの書籍 Formulario mathematico 作成に貢献した。ペアノは1895年から1912年までトリノ科学アカデミーの出版物にピエリの9つの論文を載せた。彼らは、幾何学的考えを論理形式に変換し、記号的に表現することへの情熱で投合した。
1898年、I principii della geometria di posizione composti in un sistema logico-deduttivo を著作した。この論文によって漸次的に公理の独立が導入された。
based on nineteen sequentially independent axioms – each independent of the preceding ones – which are introduced one by one as they are needed in the development, thus allowing the reader to determine on which axioms a given theorem depends.
ピエリは1900年にパリで開催された国際哲学会議に招待された。1900年はトリノからシチリアに越す予定があったため、出席を辞退したが、Sur la Géométrie envisagée comme un système purement logique を提出し、ルイ・クテュラに講演を依頼した。この論文で示された考えは、アレッサンドロ・パドアによって、国際哲学会議と同年のパリ国際数学者会議で発展した。
1900年、論文 Monographia del punto e del moto を著した。スミスはこの論文を  Point and Motion memoireと形容している。論文にて、パドアは幾何学の公理の展開のために点、運動のただ2つの原始概念を用いた。また、モーリッツ・パッシュの用いた原始概念の個数を4つから減らすことに成功した、ペアノの論理幾何学的プログラムの表現を共有した。
1908年の Point and Sphere memoire における幾何学基礎論の研究では、他の定式化に成功した。スミス (2010) は、次のように言及している。
a full axiomatization of Euclidean geometry based solely on the primitive concepts point and equidistance of two points N and P from a third point O, written ON = OP.
ピエリのこの回顧録は、1915年に S. Kwietniewski によってポーランド語に翻訳された。若かりしアルフレト・タルスキはこの教科書と出会い、ピエリのプログラムを継承した。
1908年、ピエリはパルマ大学に移動したが、1911年に病気に罹り1913年に没した。
2002年 Avellone, Brigaglia, Zappulla は、ピエリの幾何学への貢献を現代的に評価した。
Pieri's work was very influential. B. Russell and L. Couturat rightly regarded him as the founder of mathematics as a hypothetical-deductive science. His precision, his rigour, and his analytical clarity are unrivaled by other Italian geometers, perhaps with the exception of Peano.
ペアノはピエリの死に伴って、次のようになトリビュートを書いた。
Pieri was totally dedicated to science and teaching. He was an untiring worker, honest, and of a singular modesty. When, some twenty years ago, the professors in Italy agitated for higher salaries, Pieri declared that their salaries were already above the work they did and their merit.
1980年、イタリア数学連合によってピエリの作品集 Opere sui fondamenti della matematica （Edizioni Cremonese、ボローニャ）が出版された。

## 私生活
彼は死の数年前、妹ジェンマ・ピエリ・カンペッティ（Gemma Pieri Campetti）とその夫である弁護士ウンベルト（Umberto）と、サントアンドラ・ディ・コンピトの下で暮らしていた。ルッカでの葬儀の後、地元教会の墓地に埋葬された。